# USATC S160
USATC S160 – lokomotywy parowe produkowane dla wojsk amerykańskich podczas drugiej wojny światowej. Po wojnie eksploatowane przez wiele krajów europejskich, m.in. na Polskich Kolejach Państwowych pod oznaczeniami serii Tr201 i Tr203.

## Historia

### Lokomotywy S160 w służbie amerykańskiej armii
Parowozy typu S160 zostały skonstruowane podczas II wojny światowej na potrzeby transportu oddziałów Armii Stanów Zjednoczonych koncentrowanych do Wielkiej Brytanii w celu walki w Europie. Konstrukcja opracowana została przez połączone zespoły głównych amerykańskich producentów lokomotyw: Baldwin, Alco, Lima, pod kierownictwem majora Korpusu Inżynieryjnego Armii USA J. Marsha. Założeniem było zaprojektowanie parowozu według normatywów i skrajni brytyjskiej, aczkolwiek ze stanowiskiem maszynisty po prawej stronie. Pierwsze parowozy wykonano na przełomie września i października 1942 roku. Seria otrzymała oznaczenie S160 i nazwę Consolidation. Wyprodukowano ich 2121 sztuk. Ze względu na to, iż parowozy zaprojektowano według norm europejskich, były w USA całkowicie nieprzydatne. Pierwsze transporty S160 do Europy nastąpiły w grudniu 1942 roku. Początkowo lokomotywy były przywożone statkami do Wielkiej Brytanii; po zakończeniu wojny zostały przekazane kolejom europejskim w ramach pomocy UNRRA. Kolejna grupa lokomotyw została przywieziona do Francji w czerwcu 1944.

## Eksploatacja

### Służba w DR (podczas wojny)
Przynajmniej jedna lokomotywa S160 została zdobyta podczas II wojny światowej przez wojsko niemieckie i przejęta przez Deutsche Reichsbahn. Lokomotywa ta otrzymała oznaczenie 56 3537. Po zdobyciu jej przez wojsko polskie, została przejęta przez PKP i otrzymała oznaczenie Tr201-06.

### Służba w PKP
75 lokomotyw S160 zostało dostarczonych Polsce w ramach pomocy UNRRA w latach 1946–1947. Lokomotywy te otrzymały na PKP oznaczenie Tr201. W czerwcu 1945 PKP dysponowało ogółem 3146 parowozami, z czego aż 48% było w różnym stopniu uszkodzonych. Umowa pomiędzy ZSRR a Polską spowodowała poprawę sytuacji, jednakże strona radziecka wymusiła obsługę tranzytu pomiędzy ZSRR a Radziecką Strefą Okupacyjną w Niemczech. W grudniu 1945 PKP dysponowało 5425 parowozami, z czego 53,9% było w różnym stopniu uszkodzonych.
500 dalszych lokomotyw typu S160 zostało zakupionych przez Polskę z amerykańskiego demobilu USATC (US Army Transportation Corps – Korpus Transportowy Armii USA). Wśród nich było 189 produkcji Lima, 162 – ALCO i 149 – Baldwin. Dostarczono je między wrześniem 1946 a sierpniem 1947. Otrzymały one na PKP odmienne oznaczenie serii Tr203. W odróżnieniu od nowszych lokomotyw z UNRRA produkcji 1944–45 roku,  parowozy te były w mniejszym lub większym stopniu zużyte służbą wojenną. Część lokomotyw ze względu na uszkodzenia została skanibalizowana, w celu ratowania pozostałych. Proces ten był stosowany zarówno podczas powojennych remontów, jak i szybkich napraw podczas wojennej obsługi.

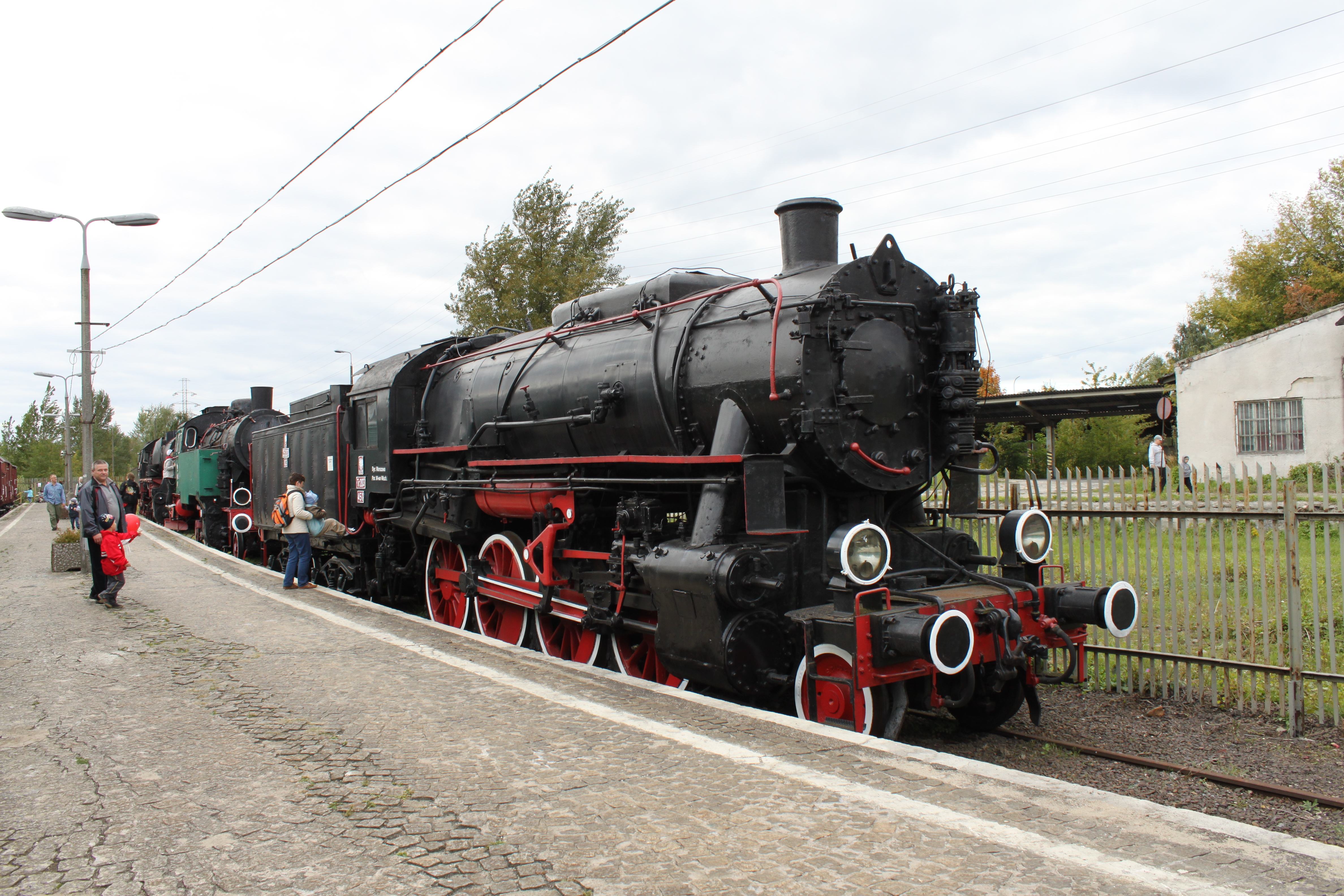
Tr203-451 w Muzeum Kolejnictwa w Warszawie

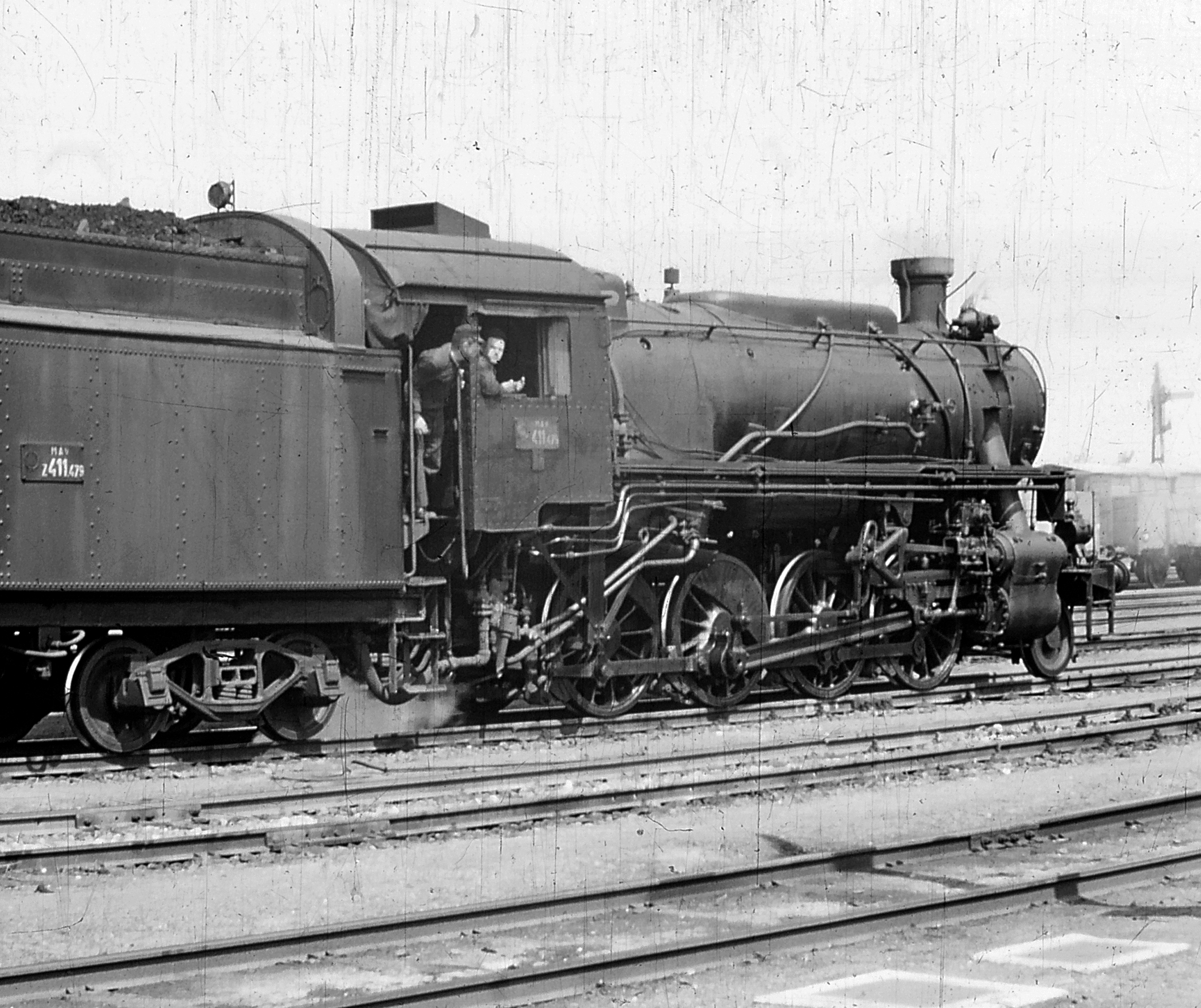
Parowóz towarowy serii 411 kolei węgierskich

Parowozy S160 przychodziły do służby często w stanie uszkodzonym. Podczas przywozu do Polski były formowane składy po 5-6 lokomotyw, z czego jedna była całkowicie sprawna. Dodatkowo brak należytej obsługi podczas wojny powodował, że parowozy, mimo iż prawie nowe, były dość mocno wyeksploatowane. Brak testów i krótki czas realizacji zamówienia spowodował, iż bardzo szybko zaczęły ujawniać się wady fabryczne, między innymi nieszczelności szwów. W przeciwieństwie do lokomotyw dostarczonych w 1946, w większości były to jednak lokomotywy jeżdżące o własnych siłach. Mimo iż lokomotywy Tr201/203 to ciężkie lokomotywy towarowe, ze względu na brak sprawnych maszyn o lepszych specyfikacjach zostały przeznaczone do ruchu osobowego i pospiesznego i zaczęły obsługiwać pociągi pasażerskie oraz osobowo-towarowe. Parowozy Tr201 zostały przydzielone do dyrekcji warszawskiej, krakowskiej, lubelskiej i katowickiej. W 1948 wszystkie parowozy serii Tr201, oprócz Tr201-06 (która należała do DOKP Katowice), zostały przydzielone do dyrekcji lubelskiej (parowozownie Lublin, Dęblin, Skarżysko, Kielce, Radom i Chełm). Już w 1949 została skreślona z inwentarza pierwsza lokomotywa tej serii, Tr201-20. Następna – Tr201-2 w 1952. Kolejne dwie: 25 i 27 zostały skreślone w 1954. Przyczyną tak szybkiej kasacji tych lokomotyw były wypadki.
Pomiędzy marcem 1948 a styczniem 1949 brygada Pawła Kocota na Tr203-475 przejechała bez defektu 64926 km. Dodatkowo paląc mieszanki węgla gorszych gatunków, zaoszczędziła 325 ton węgla. Wyczyn ten był początkiem współzawodnictwa brygad parowozowych w latach 50. Lokomotywy Tr203 służyły jeszcze do bicia innych rekordów, między innymi w 1951 dwie brygady (Kazimierza Łąkowskiego i Antoniego Bogusiewicza) na słupskiej Tr203-336 osiągnęła przeciętny przebieg dobowy ponad 300 km. Zaletą prostej budowy tych lokomotyw była możliwość wykonywania drobnych napraw i regulacji przez załogi.
Decyzją Centralnego Zarządu Trakcji w marcu 1956 obniżono dopuszczalne ciśnienie w kotle z 15,8 do 13 at. W maju 1956 ta sama instytucja ustaliła, iż parowozy serii Tr201/203 muszą przechodzić zamiast napraw rewizyjnych co 3 lata, coroczny przegląd zewnętrzny, a co 2 lata również wewnętrzny (co de facto oznaczało coroczny przegląd ogólny i pełną naprawą rewizyjną co dwa lata). Już w latach 50. XX wieku debatowano również nad wycofaniem tej serii ze służby, jednakże braki w taborze i ciężka sytuacja po II wojnie światowej spowodowały, iż lokomotywy te, pomimo ich słabego stanu technicznego, musiały pozostać w służbie. W styczniu 1959, ze względu na przeciążenie zakładów naprawczych taboru kolejowego zdecydowano, iż lokomotywy serii Tr201/203 mogą być dopuszczane na 2,5 roku, gdyż zmniejszenie dopuszczalnego ciśnienia powoduje zmniejszenie uszkodzeń eksploatacyjnych tych maszyn. Obniżenie ciśnienia spowodowało z kolei obniżenie właściwości trakcyjnych. Z tego powodu władze PKP chciały zniesienia tego ograniczenia. Warunkowo w kotłach niebudzących zastrzeżeń technicznych zezwolono na podniesienie ciśnienia do 15 at.
W latach 70. XX wieku z powodu zastępowania trakcji parowej trakcją spalinową i elektryczną PKP zaczęła złomować parowozy. Jako pierwsze zezłomowano najstarsze oraz najbardziej zużyte maszyny.
Część ze złomowanych maszyn została przerobiona na kotły stałe w zakładach przemysłowych.
W latach 1965–1966 trzy Tr201 zaczęły pracę w przemyśle jako lokomotywy przemysłowe. Plany PKP z 1960 zakładały wycofanie lokomotyw serii Tr201/203 do 1969; przy czym maksymalny wiek lokomotyw tej serii miał wynieść 24 lata. Brak wdrożenia do produkcji lokomotyw LKa450 (brak oznaczenia PKP) spowodował, że plany rezygnacji z tej serii trzeba było jeszcze odłożyć.
Parowozy Tr201 były złomowane w latach 1972–1978. Trzynaście sztuk zaczęło pracę w przemyśle jako kotły stałe (z czego dziesięć w budowanej Elektrowni Połaniec). Lokomotywa Tr201-51 trafiła do Muzeum Kolejnictwa w Warszawie. Pozostałe zostały pocięte na złom.

### Służba w przemyśle w Polsce
- Tr203-22 i 130 od 1956 pracowała w kopalniach węgla kamiennego najpierw Brzozowica, a od 1958 w Generał Zawadzki[8][5].
- Tr203-178 i 272 od 1972 jako kocioł stały w Zakładach Przemysłu Bawełnianego Bielbaw w Bielawie[5].
- Tr203-4, 299, 311 od 1973-1974 jako kocioł stały w Mazowieckim Kombinacie Budowlanym Legionowo – Łajski[8].
- Tr203-14, 363 od 1974 jako kocioł stały w DOT Gdańsk Południe[8].
- Tr203-132 od 1974 jako kocioł stały w DOM Warszawa[5].
- Tr203-237 od 1974 jako kocioł stały w Zakładach Stolarki Budowlanej w Płocku[5].
- Tr203-310 od 1974 jako kocioł stały w Zakładach Farmaceutycznych Polfa w Grodzisku Mazowieckim[9].
- Tr203-379 od 1974 jako kocioł stały w Zakładach Przetwórstwa Owocowo-Warzywnego w Warce[9].
- Tr203-108 od 1975 jako kocioł stały w Kieleckich Zakładów Przemysłu Owocowo-Warzywnego w Dwikozach[5].
- Tr203-xxx od 1975 jako kocioł stały w Zakładzie Inwestycji Przemysłowych w Łodzi[5].
- Tr203-315 od 1975 jako kocioł stały w OWP w Mielnie[9].
- Tr203-3, 183 od 1976 jako kocioł stały w Odlewni Żeliwa Ciągliwego w Zawierciu[8].
- Tr203-309 od 1976 jako kocioł stały w Kombinacie Maszyn Budowlanych BUMAR Łosice[9].
- Tr203-323 od 1976 jako kocioł stały w Przedsiębiorstwie Połowów i Usług Rybackich „Kuter” w Darłowie[9].
- Tr203-367 od 1976 jako kocioł stały w Zakładach Przemysłu Dziewiarskiego Mewa w Biłgoraju[9].
- Tr203-403 od 1976 jako kocioł stały Kombinacie Budownictwa Ogólnego Beskid w Bielsku-Białej[9].
- Tr203-11, 46, 65, 203 od 1976-1977 jako kocioł stały w Elektrociepłowni Kawęczyn (wówczas w budowie)[8].
- Tr203-5, 149 od 1977 jako kocioł stały w Spółdzielni Mleczarskiej w Sieradzu[8][5].
- Tr203-64 od 1977 jako kocioł stały w Bazie Materiałów Nawierzchniowych w Łowiczu-Przedmieście[5].
- Tr203-184 od 1977 jako kocioł stały w Zakładach Włókienniczych Zwoltex w Zduńskiej Woli[5].
- Tr203-388 od 1978 jako kocioł stały w Suwalskim Komitecie Budowlanym Podlasie[9].
- Tr201-47 i 63 zostały przekazane w 1965 Kopalni Siarki w Machowie (obecnie Machów to dzielnica Tarnobrzega)[8]
- Tr201-27, skreślona z inwentarza PKP już w 1954, w 1966 zaczęła pracę w Fabryce Celulozy Klucze[8]
- Tr201-58 rozpoczęła służbę w 1973 jako kocioł stały w Kombinacie Budownictwa Miejskiego Warszawa Śródmieście[8]
- Tr201-55 zaczęła pracować od 1974 jako kocioł stały w Zakładzie Inwestycji Przemysłowych w Łodzi[8]
- Dziesięć lokomotyw Tr201 (1, 9, 28, 36, 38, 43, 50, 53, 64 i 69) zostało przekazanych w latach 1975–1977 Elektrowni Połaniec (wówczas w budowie), gdzie pracowały jako kotły stałe[8]
- Tr201-22 została przekazana w 1977 do pracy w Zakładach Przemysłu Betonowego nr 2 w Lubartowie jako kocioł stały[8]

### Inne kraje
Inne kraje użytkujące parowozy serii S160 po 1945 roku:
- koleje węgierskie – 510 parowozów, z czego do ruchu włączono 486 pod oznaczeniem serii 411[10].
- koleje włoskie – 244 parowozy pod oznaczeniem serii 736, do końca lat 50. (większość dostosowana do opalania mazutem)[10].
- koleje czechosłowackie – 80 parowozów pod oznaczeniem serii 456.1, do 1972 roku[10].
- koleje austriackie – 30 parowozów pod oznaczeniem serii 956[10].
- koleje greckie – 27 parowozów pod oznaczeniem serii θγ (theta gamma) oraz 25 zakupionych od Włoch w 1959 roku[10].
- i inne

## Konstrukcja

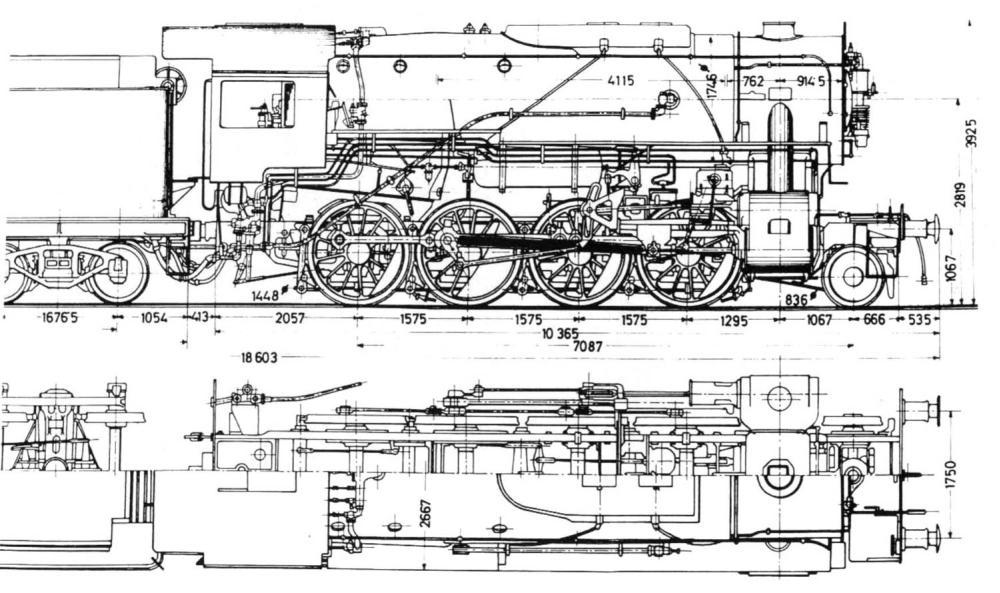
Rysunek konstrukcyjny Tr203

### Układ biegowy i ostoja
Parowozy S160 miały układ osi 1'D. Ostoja parowozu została zbudowana z dwóch belek ze stali manganowej o długości 9804 mm. Przed ostoją znajdował się półwózek Bissela. Zawieszenie parowozu było trójpunktowe, składało się z resorów piórowych, na których stały sprężyny. Przedni punkt podparcia opierał się na dwóch wahaczach. Zawieszenie to było zespolone z wahaczem półwózka tocznego. Tylne punkty podparcia znajdowały się pomiędzy trzecią a czwartą osią zespoloną (4 i 5 oś).
Prędkość maksymalna lokomotywy fabrycznie została ustalona na 80 km/h. Podczas eksploatacji, ze względu na brak należytej obsługi oraz znaczne wyeksploatowanie torowisk, została ograniczona. Ograniczenie to zostało ustalone indywidualnie dla każdej maszyny.

### Układ napędowy i kocioł
Lokomotywa była napędzana dwucylindrowym bliźniaczym silnikiem parowym z wewnętrznym dolotem pary. Średnica cylindrów wynosiła 19 cali, natomiast skok tłoka 26 cali. Silniki przekazywały moc za pomocą korbowodów do trzeciej osi napędowej, z której za pomocą wiązarów moc była przekazywana na pozostałe osie wiązane.
Parę dla silnika zapewniał dwudzwonowy kocioł. Kocioł był zbudowany w stylu amerykańskim, dodatkowo był maksymalnie uproszczony, co skutkowało między innymi brakiem niektórych rozwiązań poprawiających bezpieczeństwo. Powierzchnia grzewcza wynosiła 166,4 m². Kocioł dostarczał parę o ciśnieniu 15,8 at, następnie obniżonym do 13-15 at. Palenisko miało powierzchnię 3,8 m².

### Budka maszynisty
S160 miały nietypową dla Europy, budkę maszynisty. Maszynista, obsługując lokomotywę, siedział.

### Elementy polonizacji
Lokomotywy amerykańskie serii S160 służące w Polsce jako Tr201 i Tr203 zostały spolonizowane poprzez:
- wymianę świateł na typowo polskie reflektory
- wydłużenie komina
- zwiększenie podcięcia budki od strony pomocnika
- zmianę zderzaka i zgarniacza na europejski